# St Bartholomew's Hospital
Le St Bartholomew's Hospital, aussi connu sous le nom de « Barts », situé à Smithfield, est un hôpital et une école de médecine dans l'université de Londres en Angleterre. 

## Histoire

### Historique
L'hôpital est construit en même temps qu'un prieuré en 1123 par Raherus ou Rahère (mort en 1144, et enterré à proximité de Saint-Barthélemy-le-Grand), l'un des courtisans favoris de Henri Ier d'Angleterre. La dissolution des monastères n'affecte pas les activités de Barts en tant qu'hôpital, mais le laisse dans une position précaire en le privant de ses sources de revenus. 
À la suite d'une pétition des citoyens de Londres, en décembre 1546, le roi Henri VIII accorde St Bartholomew's à la Corporation de Londres par lettres patentes de janvier 1547, en le dotant de biens lui permettant de fournir un revenu. L'hôpital prend le nom officiel de Maison des Pauvres de West Smithfield dans les quartiers de la Ville de Londres de la Fondation Henry VIII (en anglais House of the Poore in Farringdon in the suburbs of the City of London of Henry VIII's Foundation), bien que ce nom ne soit jamais utilisé par le grand public.
Le premier surintendant est Thomas Vicary (en), médecin-chef de la Maison Royale et rédacteur d'ouvrages sur l'anatomie. 
Lors de la création du National Health Service en 1948, l'hôpital prend officiellement le nom de « St. Bartholomew's Hospital » et il s'agit du plus vieil hôpital anglais encore ouvert de nos jours. 
Sa longue histoire et son architecture en font un sujet d'étude important. L'entrée principale est la porte Henri-VIII ; la statue du roi Henri VIII est la seule statue d'époque de lui encore debout aujourd'hui à Londres. Sur l'un des murs, Sir William Wallace est honoré par une plaque commémorative relative à son exécution en 1305. 
En 1872, Barts dispose de 676 lits. Environ 6 000 patients y sont admis chaque année, et 101 000 visiteurs y sont décomptés.

## Diplômés célèbres de l'école
- Graham Chapman
- Archibald Edward Garrod
- Henry Gauvain
- William Gilbert Grace
- Ian Anthony Hamilton-Smith
- William Harvey
- James Paget
- Percivall Pott
- Leo Szilard
- William John Wills

## Sherlock Holmes et John Watson
Barts — et plus spécifiquement l'un de ses laboratoires de chimie — est le lieu de rendez-vous d'une des premières rencontres de Sherlock Holmes avec le docteur Watson dans l'œuvre de 1887 de Sir Arthur Conan Doyle, Une étude en rouge: Barts était l'alma mater du Dr Watson. Ce lien de fiction permet un don de 650 livres sterling par l'association Sherlock Holmes Appreciation Society de Tokyo lors de la Save Barts Campaign des années 1990.